# Heinz Fischer-Karwin
Heinz Fischer-Karwin (* 23. April 1915 in Linz; † 27. Oktober 1987 in Wien) war ein österreichischer Hörfunk- und Fernsehjournalist und Moderator.

## Leben
Der Sohn einer Offiziersfamilie absolvierte eine Schauspielausbildung und begann 1945 nach Schauspielengagements und Wehrdienst für den Rundfunk  zu arbeiten, zunächst  beim Deutschen Dienst der BBC in London, ab 1947 acht Jahre lang bei Radiodiffusion française in Paris. 1955 kam er nach Wien zurück und war im Wiener Funkhaus beim Österreichischen Rundfunk (später: ORF) tätig. Seine Reportagen über die Staatsvertragsunterzeichnung am 15. Mai 1955 machten ihn zum „Starreporter“. Im Herbst 1955 berichtete er über die Wiedereröffnung von Staatsoper und Burgtheater. Er war auch als Reporter der halbstaatlichen Austria Wochenschau, die in Kinos gezeigt wurde, tätig.
Man übertrug ihm die Gestaltung eigener Sendereihen. In der Radiosendung Aus Burg und Oper interviewte er regelmäßig bekannte Schauspieler und Sänger und wurde so österreichweit bekannt. Für das Fernsehen folgten die Kultursendereihe Ihr Auftritt, bitte, die er nicht nur moderierte, sondern bei der er auch Hauptredakteur war, weiters Städte- und Landschaftsporträts. 
Oft wurde nur von HFK gesprochen: Heinz Fischer-Karwin galt in seinen späteren Jahren als Grandseigneur des Metiers. Er sprach lupenreines Hochdeutsch und vermittelte Kultiviertheit, Haltung, Würde und Stil. Andererseits merkten Kollegen wie Eva Maria Klinger und Teddy Podgorski an, dass er auf Interviewpartner bisweilen hämisch und arrogant gewirkt habe.
Er wurde in einem ehrenhalber gewidmeten Grab (Gruppe 40, Nummer 158) auf dem Wiener Zentralfriedhof bestattet.

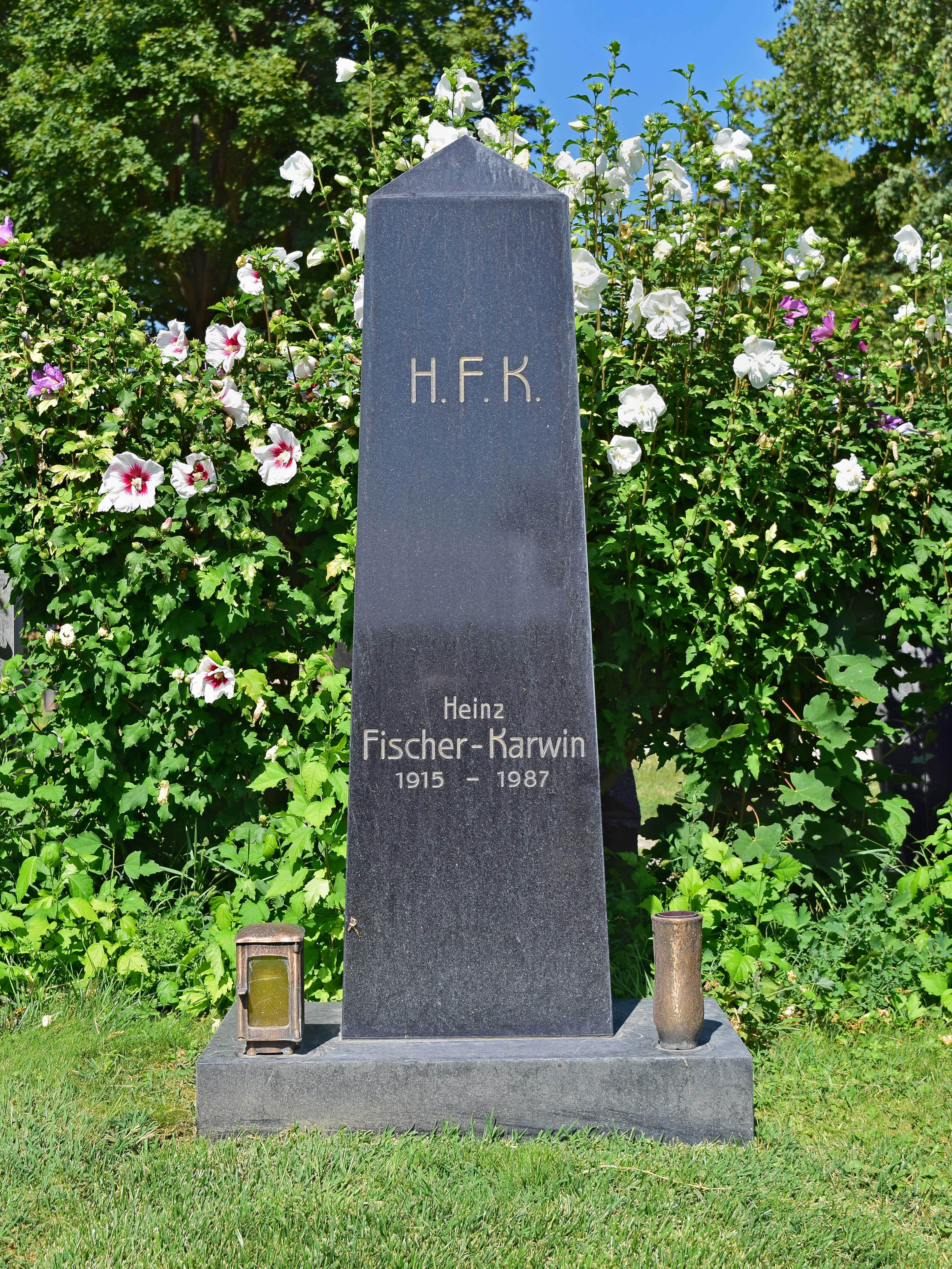
Grabstätte von Heinz Fischer Karwin

## Werke
Neben seinen Arbeiten für Hörfunk und Fernsehen schrieb er über ähnliche Themen auch Bücher wie
- Proben und Premieren mit Barbara Pflaum, Verlag Jugend und Volk, Wien 1966
- Ein Schauspieler ohne Text, Österreichischer Bundesverlag, Wien 1966
- Ihr Auftritt, bitte mit Barbara Pflaum, Verlag Jugend und Volk, Wien 1967
- Das teuerste Vergnügen der Welt. Die Wiener Staatsoper seit 1945, Conventverlag, Wien 1982